# 오쿠다 히데오
오쿠다 히데오(일본어: 奥田英朗, 1959년 10월 23일 ~ , 일본 기후현 기후시 출생)는 일본의 소설가이다. 기후현립기산고등학교(岐阜県立岐山高等学校)를 졸업하였다.

## 경력
잡지 편집자 플래너, 카피라이터 등을 거쳐 《우람바나의 숲》(ウランバーナの森)으로 데뷔하였다.
2001년 《방해자》(邪魔)로 일본의 문학상인 오야부 하루히코상을 수상하였으며, 《공중그네》(空中ブランコ)로 제131회 나오키상을 수상하였다.

## 작품
다음의 작품의 제목 순서는 가나다순으로 배열하였다.

### 소설
- 《걸》(ガール) ISBN 89-89675-66-9
- 《남쪽으로 튀어!》(サウスバウンド) 1, 2권 ISBN 89-5660-161-5, ISBN 89-5660-162-3
- 《라라피포》(ララピポ) ISBN 978-4-344-41166-1
  - 《내 인생 니가 알아》[1] ISBN 978-89-91794-41-2
- 《마돈나》(マドンナ) ISBN 978-89-89675-84-6
- 《방해자》(邪魔) 1, 2, 3권[2] ISBN 978899348004703830
- 《오 해피데이》(家日和) ISBN 978-89-90982-34-6[3]
- 《올림픽의 몸값》(オリンピックの身代金) 1, 2권 ISBN 978-89-5660-332-2, ISBN 978-89-5660-331-5
- 《최악》(最悪) ISBN 978-89-89675-90-7
- 《한밤중에 행진》(真夜中のマーチ) ISBN 978-89-90982-24-7
- 《나한테 묻지마. 가깝고도 먼 남녀의 이야기》(おれに訊くんじゃない　近そうで遠い男と女のハナシ)
- 《도쿄 이야기》(東京物語)
- 《우람바나의 숲》(ウランバーナの森)
- 《B형 진정단》(Ｂ型陳情団)

정신과의사 이라부 시리즈
- 《면장 선거》(町長選挙) ISBN 978-89-5660-235-6[4]
- 《인더풀》(イン・ザ・プール) ISBN 89-5660-126-7[5]
- 《공중그네》(空中ブランコ) ISBN 89-5660-102-X, ISBN 978-89-5660-102-1
- 《라디오 체조》(コメンテーター) ISBN 979-11-6737-372-4

### 수필
- 연장전에 들어갔습니다(延長戦に入りました) ISBN 978-89-6109-112-1
- 야구의 나라(野球の国)
- 항구도시 식당(港町食堂)
- 헤엄쳐 와라(泳いで帰れ)